# 金壮竜
金 壮竜（きん そうりゅう、1964年3月 - ）は、中華人民共和国の官僚、政治家。現職は中華人民共和国工業情報化部部長。中国共産党第17期、第18期中央委員会の候補委員。中国共産党第19期、20期中央委員会の委員。

## 経歴
1964年3月、浙江省舟山専区定海県で生まれる。浙江省舟山中学を経て、1986年、北京航空航天大学を卒業。1984年5月に中国共産党入党。1989年上海航天技術研究院にて工学科の研究で修士の学位取得。2003年復旦大学にて経済学博士の学位取得。
1989年に上海航天局第八設計部（現在の上海航天技術研究院）へ入局した。以後、技術員、工程組組長、研究室副主任、助工程師、工程師、高級工程師、研究員、副主任、主任、局長を歴任した。
2001年12月、中国航天科技集団副総経理に転任。
2004年6月、中華人民共和国国防科学技術工業委員会秘書長兼中国国家航天局副局長に任命。2005年7月、副主任に昇格。
2008年3月、中国商用飛機副董事長、総経理、党委員会副書記に転任。2012年1月、董事長兼党委員会書記に昇格。
2017年6月、中央軍民融合発展委員会弁公室常務副主任に就任。
2022年7月、中華人民共和国工業情報化部党組書記に任命。9月2日には部長を兼務する。